# Kingston Bridge
Die Kingston Bridge ist eine Straßenbrücke über den Fluss Themse in London, in unmittelbarer Nähe der Mündung des Flusses Hogsmill. Sie verbindet den Stadtteil Kingston im Stadtbezirk Royal Borough of Kingston upon Thames auf der Ostseite mit dem Stadtteil Hampton Wick und dem Bushy Park im Stadtbezirk London Borough of Richmond upon Thames auf der Westseite. Sie befindet sich an der Route der Hauptstraße A308 und wird täglich von über 50.000 Fahrzeugen passiert.

## Geschichte

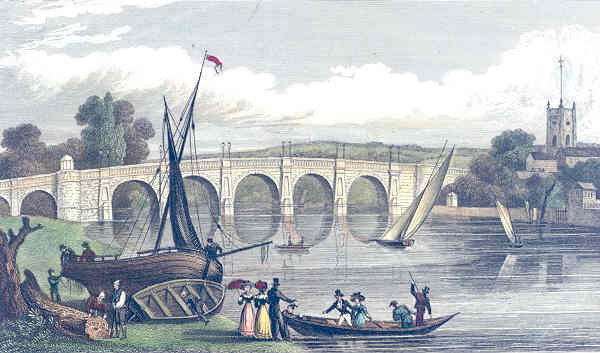
Ansicht der Brücke im Jahr 1831

Es gibt Hinweise darauf, dass sich hier bereits im 13. Jahrhundert eine hölzerne Brücke befand. Bis zum Bau der Putney Bridge im Jahr 1729 war dies der einzige Flussübergang zwischen der London Bridge und der Staines Bridge. Dies führte dazu, dass sich Kingston zu einem bedeutenden Marktstädtchen entwickelte.
1828 wurde die erste Brücke aus gemauerten Steinen errichtet. Sie bestand aus Portland-Stein und hatte fünf elliptische Bögen mit turmähnlichen Widerlagern und einer Balustrade. Die Länge betrug 327 Fuß (99,67 m), die Breite 27 Fuß (8,23 m). Lord Liverpool legte am 7. November 1825 den Grundstein, die Eröffnung erfolgte am 17. Juli 1828. Die Maut wurde 1870 aufgehoben. 1914 erfolgte die erste Verbreiterung, im Jahr 2000 wurde die Brücke erneut verbreitert.